# Ockje Tellegen
 (décembre 2023).
Si vous disposez d'ouvrages ou d'articles de référence ou si vous connaissez des sites web de qualité traitant du thème abordé ici, merci de compléter l'article en donnant les références utiles à sa vérifiabilité et en les liant à la section « Notes et références ».
Ockje Tellegen, née le 16 octobre 1974 à Delft, est une femme politique et diplomate néerlandaise, membre du Parti populaire pour la liberté et la démocratie (VVD) et représentante à la Seconde Chambre des États généraux de 2012 à 2022.

## Biographie

### Études et carrière diplomatique
Ockje Tellegen naît à Delft et grandit à La Haye. Elle étudie le droit et l'histoire néerlandaise et européenne à l'université de Leyde, puis les relations internationales sur le campus de Bologne, en Italie, de l'université Johns-Hopkins.
Elle suit jusqu'en 2005 plusieurs formations au ministère des Affaires étrangères avant d'intégrer la direction de l'Afrique et du Moyen-Orient de 2010 à 2012. Elle travaille auparavant à la direction de l'immigration du ministère de 2002 à 2003 et à la direction de l'intégration européenne de 2006 à 2007, puis est déployée en tant que deuxième secrétaire d'ambassade, à l'ambassade des Pays-Bas en Allemagne, de 2007 à 2010.

### Engagement politique
Assistante politique du secrétaire d'État aux Affaires européennes Atzo Nicolaï (VVD) de 2002 à 2006, elle est élue à la Seconde Chambre lors des élections législatives de 2012 et réélue en 2017 et 2021. Elle préside la commission sur l'Éducation, la Culture et la Science et est première vice-présidente de la Seconde Chambre à partir de 2017.
En 2022, elle annonce sa démission de son mandat parlementaire et son retrait de la vie politique pour raisons de santé. Elle est faite chevalier de l'ordre d'Orange-Nassau pour services à la politique le 15 novembre 2022.